# Karschia kurdistanica
Espèce
Karschia kurdistanica est une espèce de solifuges de la famille des Karschiidae.

## Distribution
Cette espèce se rencontre en Irak et en Iran.

## Étymologie
Son nom d'espèce lui a été donné en référence au lieu de sa découverte, le Kurdistan.

## Publication originale
- Birula, 1935 : Über neue oder wenig bekannte Arten der Gattung Karschia Walter (Solifugae). Zoologischer Anzeiger, vol. 110, p. 301-310.